# Strombach (Agger)
Der Strombach ist ein 8,3 km langer, orografisch rechter Nebenfluss der Agger in Gummersbach, Nordrhein-Westfalen (Deutschland). 

## Geographie
Die Quelle des Strombachs liegt am nördlichen Ortsrand von Gummeroth auf einer Höhe von 354 m ü. NN (7°31'14 O, 51°2'23" N). Von hier aus schlängelt sich der Bach in vorwiegend südlicher Richtung durch die Ortschaften Gummeroth, Strombach, Hardt-Hanfgarten und Liefenroth um bei Vollmerhausen auf 168 m ü. NN in die Agger zu münden.
Auf ihrem 8,3 km langen Weg überwindet der Strombach 186 Höhenmeter, was einem mittleren Sohlgefälle von 22,4 ‰ entspricht.
Der Strombach wird auf seinem gesamten Weg von Straßen begleitet, von der Quelle an bis zur Ortschaft Strombach von der Landstraße 321, ab Strombach bis Vollmershausen von der Kreisstraße 41. Im Bereich der Mündung kreuzt noch die ausgebaute Bundesstraße 256 den Flusslauf.